# 真柴真
真柴 真（ましば しん）は、日本の漫画家。主に『月刊Gファンタジー』（スクウェア・エニックス）にて執筆。
1998年に「時計館の管理人」で第7回エニックス21世紀マンガ大賞準大賞を受賞しデビュー。ミステリアスかつホラー色の強い漫画を描く。

## 作品リスト
- 夢喰見聞（『月刊ステンシル』→『月刊Gファンタジー』2003年6月号 - 2007年3月号、全9巻）
- 夢喰見聞零 妄鏡堂（全1巻）
- 鳥籠学級（『月刊Gファンタジー』2007年10月号 - 2011年8月号、全7巻）
- 詠う!平安京（『月刊Gファンタジー』2012年3月号[1] - 2015年1月号、全6巻）
- 妖飼兄さん（『月刊Gファンタジー』2015年7月号[2] - 2017年8月号、全4巻）
- UTAKATA80s（pixivコミック内『Pファンタピー』[3]、全2巻）
  - UTAKATA80's（『月刊Gファンタジー』2021年3月号[4] - 2022年4月号）